# Fivelstads församling
Fivelstads församling var en församling i Linköpings stift inom Svenska kyrkan i Motala kommun. Församlingen uppgick 2006  i Aska församling.
Församlingskyrka var Fivelstads kyrka.

## Administrativ historik
Församlingen har medeltida ursprung. 
Församlingen utgjorde åtminstone till 1540 ett eget pastorat, var därefter till 1941 annexförsamling i pastoratet Hagebyhöga och Fivelstad som 1 maj 1872 utökades med Orlunda församling. Från 1941 till 1962 var den moderförsamling i pastoratet Fivelstad, Hagebyhöga och Orlunda. Från 1962 till 2006 var den annexförsamling i pastoratet Varv och Styra, Fivelstad, Hagebyhöga, Orlunda och Västra Stenby. Församlingen uppgick 2006  i Aska församling.
Församlingskod var 058326.

## Kyrkoherdar
Lista över kyrkoherdar.
| Ämbetstid | Namn    | Levnadstid | Övrigt   |
| --------- | ------- | ---------- | -------- |
| 1401-1411 | Niclasa |            | Curatus. |

### Komministrar
Lista över komministrar i församlingen. Prästbostaden låg vid Fivelstads kyrka.
| Ämbetstid | Namn                     | Levnadstid | Övrigt                                     |
| --------- | ------------------------ | ---------- | ------------------------------------------ |
| 1628–1650 | Johannes Bruzæus         | 1600–1661  | Senare kyrkoherde i Hagebyhöga församling. |
| 1652-1670 | Jonas Lithelius          | 1609–1676  | Senare kyrkoherde i Stens församling.      |
| 1670–1684 | Samuel Celsing           | 1634–1693  | Senare kyrkoherde i Skeppsås församling.   |
| 1684-1697 | Theodorus Carlbom        | -1697      |                                            |
| 1698–1730 | Magnus Egbelius          | 1669–1730  |                                            |
| 1730–1736 | Anders Gelsenius         | 1699–1749  | Senare kyrkoherde i Hagebyhöga församling. |
| 1737-1748 | Gustaf Regnér            | 1697-1748  |                                            |
| 1750-1767 | Jöns Salin               | 1710-1767  |                                            |
| 1769-1790 | Daniel Johansson Börling | 1726-1790  |                                            |
| 1791-1804 | Sven Magnus Ekeqvist     | 1751-1804  |                                            |
| 1805-1816 | Johan Smedbom            | 1766-1828  | Senare kyrkoherde i Hagebyhöga församling. |
| 1817-1838 | Elias Annell             | 1778-1838  |                                            |
| 1839-1858 | Hans Landers             | 1792-1858  |                                            |
| 1859-1874 | Johan Wallin             | 1809-1874  |                                            |
| 1875-     | Johan Ludvig Bergvall    | 1838–1910  | Senare kyrkoherde i Hovs församling.       |
| 1882-     | Johan Arnander           | 1841-      |                                            |

## Organister och klockare
| Ämbetstid | Namn                    | Levnadstid   | Övrigt                |
| --------- | ----------------------- | ------------ | --------------------- |
| 1691–1703 | Hans Jönsson            | ca 1662–1738 | Organist              |
| 1704–1706 | Jahan Hansson           |              | Organist              |
| 1707–1711 | Carl Gummesson          |              | Organist och klockare |
| 1712–1714 | Bengt Persson           |              | Organist och klockare |
| 1740–1741 | Oluf Olufsson           |              | Organist              |
| 1742–1765 | Jonas Lindberg          | 1706–1779    | Organist och klockare |
| 1771–1777 | Samuel Lindblad         | 1750–        | Organist och klockare |
| 1777–1813 | Anders Ekelund          | 1756–1813    | Organist och klockare |
| 1813–1828 | Peter Ekelund           | 1791–1882    | Organist och klockare |
| 1828–1889 | Nils Johan Widell       | 1803–1889    | Organist och klockare |
| 1889–1895 | Jonas August Gustafsson | 1849–1912    | Organist och klockare |
| 1896–1908 | Axel Filip Johansson    | 1876–        | Organist och klockare |
| –1917     | Robert Carlén           | 1884–        | Organist och klockare |
| –1961     | Knut Johansson          | 1895–1971    | Organist och klockare |